# Lê Minh Hùng (Hà Tĩnh)
Lê Minh Hùng (sinh năm 1963) là Trung tướng Công an nhân dân Việt Nam. Ông đã từng giữ chức vụ Ủy viên Đảng ủy Công an Trung ương, Phó Thủ trưởng Thường trực Cơ quan quản lý tạm giữ, tạm giam Bộ Công an Việt Nam, kiêm Cục trưởng Cục Cảnh sát quản lý tạm giữ, tạm giam và thi hành án hình sự tại cộng đồng, Bộ Công an Việt Nam.

## Thân thế gia đình
Lê Minh Hùng, quê quán tại xã Sơn Tân, huyện Hương Sơn, tỉnh Hà Tĩnh. Ông là con trai cả của cố Thượng tướng Lê Minh Hương, Bộ trưởng Bộ Công an. Ông là anh trai của Lê Minh Hưng, Ủy viên Bộ Chính trị, Bí thư Trung ương Đảng khóa XIII, Trưởng ban Tổ chức Trung uơng, nguyên Chánh Văn phòng Trung ương Đảng Cộng sản Việt Nam.

## Sự nghiệp
Năm 2017, Lê Minh Hùng là Thiếu tướng, ủy viên Ban Thường vụ Đảng ủy Tổng cục, Phó Tổng cục trưởng Tổng cục Cảnh sát Thi hành án hình sự và Hỗ trợ Tư pháp, Bộ Công an (Việt Nam).
Ngày 10 tháng 8 năm 2018, Thiếu tướng Lê Minh Hùng, Cục trưởng Cục Cảnh sát quản lý tạm giữ, tạm giam và thi hành án hình sự tại cộng đồng (Cục C11), Bộ Công an Việt Nam, được Bộ trưởng Bộ Công an Việt Nam Tô Lâm ký quyết định bổ nhiệm làm Phó Thủ trưởng Thường trực Cơ quan quản lý tạm giữ, tạm giam thuộc Bộ Công an.
Chiều ngày 11 tháng 9 năm 2020, Thiếu tướng Lê Minh Hùng nhận quyết định thăng quân hàm Trung tướng Công an của Chủ tịch nước Nguyễn Phú Trọng.